# Julia van Helvoirt
Julia van Helvoirt (26 maart 1994) is een Nederlands zangeres die bekend is geworden door het winnen van zesde seizoen van het RTL 5-programma Idols in 2017 en deelname aan het SBS6-programma House of Talent.
Na haar winst bij Idols trad ze op als zangeres. Sinds Van Helvoirt kinderen heeft, is ze fulltime huismoeder.